# Сан Джорджо ди Пезаро
Сан Джо̀рджо ди Пѐзаро (на италиански: San Giorgio di Pesaro, на местен диалект San Giorg, Сан Джордж) е село в Централна Италия, община Тере Ровереске, провинция Пезаро и Урбино, регион Марке. Разположено е на 201 m надморска височина.